# Meteoroid
「Meteoroid」（メテオロイド）は、清水愛のミニアルバム。2011年6月8日、Mellow Headから発売された。

## 概要
初回限定版には特典Discとして【Suppulement CD】と題したキャラソンベストとMusicClip DVDが付属。

## 収録曲

### CD
DISC1
1. メテオロイド
作詞：畑亜貴　作曲・編曲：橘尭葉
2. どっちも好きだと言いなさいっ!
作詞：畑亜貴　作曲・編曲：村井大
3. Chimeric voice
作詞：畑亜貴　作曲・編曲：myu
4. 時計と魔法のビスケット
作詞・作曲・編曲：sasakure.UK
5. *ハロー、プラネット。 
作詞・作曲・編曲：sasakure.UK
6. 目覚めたら創話世界
作詞・作曲：ふゆ
7. Metamorphoses
作詞：畑亜貴　作曲・編曲：myu
8. ai know? I know!【Bonus track】
作詞・作曲・編曲：畑亜貴

DISC2【Suppulement CD】
1. 離れても…(2011 ver.)（「朝霧の巫女」キャラクターソング）
作詞：牧穂エミ　作曲・編曲：堀隆
2. ロボット・ガール（「妄想科学シリーズ ワンダバスタイル」キャラクターソング）
作詞：百舌雷斗　作曲・編曲：Funta
3. I'm home～ただいま（『おねがい☆ツインズ」キャラクターソング）
作詞：江幡育子　作曲・編曲：上松範康
4. ココロの剣（「舞-HiME」キャラクターソング）
作詞：rino　作曲・編曲：渡邉美佳
5. ありす外伝書いちゃダメ?（「鍵姫物語　永久アリス輪舞曲」キャラクターソング）
作詞：畑亜貴　作曲：伊藤真澄　編曲：myu
6. アミーゴタコスのうた（ゴージャスバージョン）（「エル・カザド」劇中歌）
作詞・作曲・編曲：金巻兼一

### DVD
1. メテオロイド（Music Clip）